# Infomediario
Un infomediario es una empresa o entidad que trabaja como agente personal en beneficio de los consumidores para ayudarles a tomar el control sobre la información que se ha reunido sobre ellos para que sea utilizada por mercadólogos y anunciantes. El concepto de infomediario fue  sugerido por primera vez por el antiguo asesor de McKinsey John Hagel III y por el antiguo profesor de la Escuela de negocios de Harvard Jeffrey Rayport en su artículo La Batalla Venidera por la Información del Cliente. El concepto fue explorado con mayor profundidad en el libro de Hagel (coescrito con el socio de McKinsey Marc Singer) Valor Neto: Modelando Mercados Cuándo los Clientes Crean las Reglas.
Los infomediarios operan en la suposición de que la información personal es propiedad  del individuo descrito, no necesariamente propiedad de aquel que la recopila. El   modelo de negocio del infomediario reconoce que  hay valor en este dato personal y busca actuar como un agente de confianza, proporcionando la oportunidad y los medios a los clientes para monetizar y obtener beneficio de sus propios perfiles de información.
Una de las primeras implementaciones orientadas del concepto de infomediario fue la realizada por una compañía publicitaria on-line  llamada AllAdvantage lanzada en 1999. Si bien aquella compañía no sobrevivió el estallido de la "burbuja punto-com', en años más recientes ha habido un interés renovado en el concepto de infomediario, con empresarios e inversores creando compañías para identificar y apalancar el valor de mercado de la información de los consumidores.
En el ámbito de la política, un concepto relacionado conocido como  "fiduciario de la información" ha sido propuesto por el experto legal Jack Balkin por el que un conjunto de obligaciones legales y éticas aplica directamente a las compañías que manejan datos, más que el hecho de confiar en una tercera parte independiente.